# Khategaon
Khategaon is een nagar panchayat (plaats) in het district Dewas van de Indiase staat Madhya Pradesh. 

## Demografie
Volgens de Indiase volkstelling van 2001 wonen er 21.018 mensen in Khategaon, waarvan 52% mannelijk en 48% vrouwelijk is. De plaats heeft een alfabetiseringsgraad van 66%. 